# بوکوونیک
بوکوونیک (به چکی: Bukovník) یک منطقهٔ مسکونی در جمهوری چک است که در ناحیه کلاتووی واقع شده‌است. بوکوونیک ۴٫۰۸ کیلومتر مربع مساحت و ۸۲ نفر جمعیت دارد و ۶۱۵ متر بالاتر از سطح دریا واقع شده‌است.